# Campomarino
Campomarino – miejscowość i gmina we Włoszech, w regionie Molise, w prowincji Campobasso.
Według danych na rok 2004 gminę zamieszkiwały 6443 osoby, 84,8 os./km².